# Coraline en de geheime deur
Coraline en de geheime deur (originele Engelstalige titel: Coraline) is een stop-motionfilm uit 2009 onder regie van Henry Selick. Het verhaal is gebaseerd op dat uit het kinderboek Coraline van Neil Gaiman. De film is een productie van Laika Entertainment en gedistribueerd door Focus Features.

## Verhaal
Coraline Jones, een jong meisje, verhuist naar een oud huis met haar ouders die hard werken en weinig tijd voor haar hebben. De buurjongen Wybie geeft haar een pop die hij bij zijn oma gevonden heeft. De pop lijkt op Coraline, maar heeft knopen als ogen.
Als Coraline het huis aan het ontdekken is, ziet ze een deurtje dat is afgeplakt met behang. Achter het deurtje bevindt zich een gemetselde muur. 's Nachts wordt ze wakker van springende muizen met knopen als ogen. Ze volgt de muizen en komt uit bij het deurtje. Achter het deurtje bevindt zich nu niet de muur, maar een doorgang naar de Andere Wereld, een fraaier ingerichte kopie van haar eigen huis met een vriendelijkere versie van haar ouders, ook met knopen als ogen. De Andere Moeder en Andere Vader geven haar veel liefde en aandacht, lekker eten en mooie kleren. Ook haar bed in de Andere Wereld is veel mooier, maar als ze 's morgens wakker wordt, ligt ze weer in haar echte bed.
Iedere keer als ze 's nachts de springende muizen hoort, gaat ze terug naar de Andere Wereld, waar de kat van buurjongen Wybie kan praten. Hij vertelt haar dat de andere ouders een valstrik hebben opgezet met de bedoeling om meisjes die zich tekortgedaan voelen gevangen te nemen. Coraline weigert dat te geloven, totdat de Andere Moeder voorstelt om bij hen te blijven wonen op voorwaarde dat ze knopen op de plaats van haar ogen laat naaien, wat ze weigert. Coraline wordt niet meer wakker in haar echte bed en wil terug naar haar echte moeder, maar dat maakt de Andere Moeder razend en ze verandert van vorm. Ze sluit Coraline op in een kamer achter een spiegel. Daar ontdekt ze drie spookkinderen van wie de Andere Moeder al eerder de ogen en zielen heeft afgenomen. De kinderen vragen haar hun ogen terug te brengen.
Met de hulp van de Andere Wybie weet ze te ontsnappen, maar bij thuiskomst blijken haar ouders te zijn ontvoerd door de Andere Moeder. Ze besluit terug te gaan om haar ouders en de geesten van de kinderen te bevrijden. Een voor een vindt ze de ogen, die bewaakt worden door de andere figuren uit de Andere Wereld. Door de kat in het gezicht van de Andere Moeder te gooien, overmeestert zij haar en ze ontsnapt naar haar eigen huis. Ze sluit het deurtje, maar hakt daarbij de hand van de Andere Moeder af.
Haar ouders komen thuis en herinneren zich niets van de ontvoering. Om voor altijd van de Andere Moeder verlost te zijn, moet Coraline de (enige) sleutel van het deurtje dumpen. Op dat moment blijkt de afgehakte hand van de Andere Moeder daar te zijn, die haar aanvalt. Tijdens de worsteling verschijnt Wybie en samen verpletteren ze de hand. Ze gooien de hand en de sleutel in een diepe put.

## Stemmen
Originele versie:
- Coraline Jones - Dakota Fanning
- Mother/Other Mother - Teri Hatcher
- Father/Other Father - John Hodgman
- Wybie - Robert Bailey jr.
- Miss Spink - Jennifer Saunders
- Miss Forcible - Dawn French
- Mr. Bobinsky - Ian McShane
- Cat - Keith David

Nederlandse versie:
- Coraline - Isabel Loef
- Moeder/Andere Moeder - Monic Hendrickx
- Vader/Andere Vader - Joost Buitenweg
- Wybie - André Hazes jr.
- Juffrouw Spink - Marjan Luif
- Juffrouw Forcible - Manuëla Kemp
- Meneer Bobo - Sander de Heer